# Jait Pur
Jait Pur es una ciudad censal situada en el distrito de Delhi sur,  en el territorio de la capital nacional,  Delhi (India). Su población es de 59330 habitantes (2011). 

## Demografía
Según el censo de 2011 la población de Jait Pur era de 59330 habitantes, de los cuales 31797 eran hombres y 27533 eran mujeres. Jait Pur tiene una tasa media de alfabetización del 82,79%, inferior a la media estatal del 86,21%: la alfabetización masculina es del 90,16%, y la alfabetización femenina del 74,22%.